# Uduch Sengebau Senior
Jerrlyn Uduch Sengebau Senior es una abogada, jueza y política palauana. Se desempeñó como vicepresidenta de Palaos desde enero de 2021 hasta enero de 2025. Fue miembro del Senado de Palaos desde 2013 hasta 2021.

## Biografía
Senior asistió a la escuela primaria en Palaos antes de recibir su educación secundaria en Hawái. Posteriormente, estudió en la Universidad de Hawái, donde recibió una licenciatura y luego se graduó con un título de Juris Doctor en 1993. Regresó a trabajar en Palaos como abogada de la Corporación de Servicios Legales de Micronesia y también trabajó como asistente del fiscal general, como jueza adjunta del Tribunal de Tierras y jueza adjunta interina de la sección de apelaciones del Tribunal Supremo de Palaos. Fue magistrada superior del Tribunal de Tierras desde 2003 hasta su dimisión en 2007. Posteriormente, Senior trabajó como abogada en la práctica privada hasta su elección al parlamento.
Fue elegida por primera vez para el Senado en las elecciones de 2012. En su primer mandato, presentó un proyecto de ley que ordena la licencia por maternidad y prohíbe la discriminación contra las mujeres embarazadas, y abogó por la igualdad de género en los cargos públicos. También estableció una organización no gubernamental, Center for Women's Empowerment Palau, para apoyar a las mujeres en puestos de liderazgo. Fue reelegida en las elecciones de 2016. Anteriormente fue presidenta del Comité de Asuntos Judiciales y Gubernamentales del Senado, pero renunció en julio de 2017.
En las elecciones generales de 2020 fue elegida como vicepresidenta de Palaos, ejerciendo el cargo desde enero de 2021 hasta enero de 2025.